# Акі Ерушалаїм
Акі Ерушалаїм (ладіно Aki Yerushalayim — Тут Єрусалим) — ізраїльський журнал на сефардській мов (ладіно).

## Опис
На 2009 журнал, разом з «газетою Шалом», що виходить в Туреччині, є найбільшим періодичним виданням на ладіно. Мета журналу - забезпечити збереження та розсіювання мови і  сефардської культури. Видається асоціацією сефардів і національною асоціацією ладіно, яка регулює цю мову.
Головний редактор — Моше Шауль. Всі випуски журналу повністю представлені на офіційному вебсайті.
Журнал вже відзначив своє 25-річчя і випустив понад 75 номерів.

## Див. Також
- Шалом (газета)